# Strażnica WOP Karszno
Strażnica Wojsk Ochrony Pogranicza Karszno – zlikwidowany pododdział Wojsk Ochrony Pogranicza pełniący służbę graniczą na granicy z Niemiecką Republiką Demokratyczną/Republiką Federalną Niemiec.

Strażnica Straży Granicznej w Nowym Warpnie-Karsznie – zlikwidowana graniczna jednostka organizacyjna Straży Granicznej realizująca zadania bezpośrednio w ochronie granicy państwowej z Republiką Federalną Niemiec.

## Formowanie i zmiany organizacyjne
Strażnica została sformowana w 1945 w strukturze 14 komendy odcinka jako 67 strażnica WOP (Alberchsdorf) o stanie 56 żołnierzy. Kierownictwo strażnicy stanowili: komendant strażnicy, zastępca komendanta do spraw polityczno-wychowawczych i zastępca do spraw zwiadu. Strażnica składała się z dwóch drużyn strzeleckich, drużyny fizylierów, drużyny łączności i gospodarczej. Etat przewidywał także instruktora do tresury psów służbowych oraz instruktora sanitarnego.
W związku z reorganizacją oddziałów WOP, 24 kwietnia 1948 67 strażnica OP Karszno? została włączona w struktury 44 batalionu Ochrony Pogranicza, a 1 stycznia 1951 124 batalionu WOP w Trzebieży.
Od stycznia 1951 strażnica była w strukturach 124 batalionu WOP.
Od 15 marca 1954 wprowadzono nową numerację strażnic, a strażnica I kategorii otrzymała nr 67 w skali kraju.
W 1956 rozpoczęto numerowanie strażnic na poziomie brygady. Strażnica specjalna Karszno miała nr 18 w 12 Brygadzie Wojsk Ochrony Pogranicza.
1 stycznia 1960 funkcjonowała jako 8 strażnica WOP Karszno III kategorii w strukturach 124 batalionu WOP w Policach. 124 batalion WOP Police został rozformowany w 1963. Strażnice rozformowanego batalionu włączono w struktury 123 batalionu WOP Szczecin w tym Strażnicę WOP Karszno kategorii I .
1 stycznia 1964 strażnica WOP nr 4 Karszno miała status strażnicy lądowej III kategorii w strukturach 123 batalionu WOP Szczecin, który rozformowano w 1964, a podległe strażnice zostały włączone bezpośrednio pod sztab 12 Pomorskiej Brygady WOP w Szczecinie.

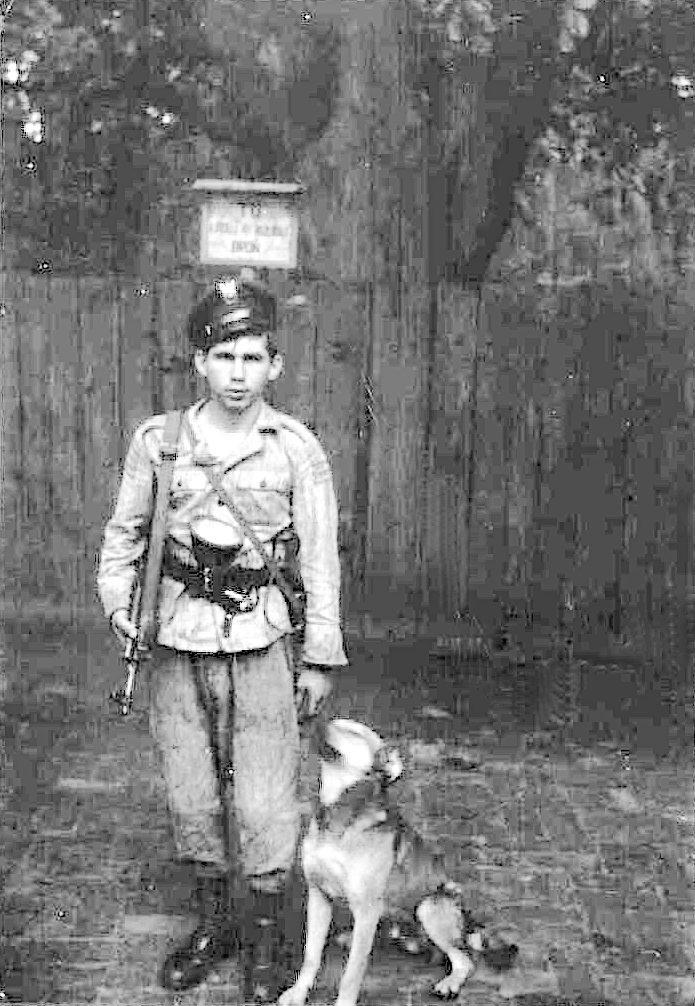
Żołnierz WOP przewodnik psa służbowego z psem. Na drugim planie tablica „Tu kieruj broń“ (1967)

1 czerwca 1968 strażnica WOP nr 5 Karszno miała status strażnicy lądowej II kategorii podległej bezpośrednio pod sztab 12 Pomorskiej Brygady WOP w Szczecinie.
W drugiej połowie 1984 utworzono batalion graniczny WOP Szczecin i w jego strukturach funkcjonowała Strażnica WOP Karszno.
Do 31 października 1989 strażnica podlegała dowódcy batalionu granicznego Pomorskiej Brygady WOP w Szczecinie, jako Strażnica WOP lądowa rozwinięta w Karsznie.
1 listopada 1989 rozformowano Batalion Graniczny Pomorskiej Brygady WOP w Szczecinie i strażnicę podporządkowano bezpośrednio dowódcy Pomorskiej Brygady WOP w Szczecinie, jako Strażnica WOP lądowa w Karsznie. Tak funkcjonowała do 15 maja 1991.
Straż Graniczna:
16 maja 1991, po rozwiązaniu Wojsk Ochrony Pogranicza, strażnica w Nowym Warpnie-Karsznie weszła w podporządkowanie Pomorskiego Oddziału Straży Granicznej i przyjęła nazwę Strażnica Straży Granicznej w Nowym Warpnie-Karsznie (Strażnica SG w Karsznie-Nowym Warpnie).
W 2000 począwszy od Komendy Głównej SG, Oddziałów SG i na końcu strażnic SG oraz GPK SG, rozpoczęła się reorganizacja struktur Straży Granicznej związana z przygotowaniem Polski do wstąpienia, do Unii Europejskiej i przystąpieniem do Traktatu z Schengen. Podczas restrukturyzacji wprowadzono kompleksową ochronę granicy już na najniższym szczeblu organizacyjnym tj. strażnica i graniczna placówka kontrolna. Wprowadzona całościowa ochrona granicy zniosła podział na graniczne jednostki organizacyjne ochraniające tylko tzw. „zieloną granicę” i prowadzące tylko kontrole ruchu granicznego. W wyniku tego, 2 stycznia 2003, nastąpiło zniesie Strażnicy SG w Nowym Warpnie-Karsznie. Ochraniany przez strażnicę odcinek granicy, wraz z obiektami i obsadą etatową przejęła Graniczna Placówka Kontrolna Straży Granicznej w Trzebieży (GPK SG w Trzebieży).

## Ochrona granicy

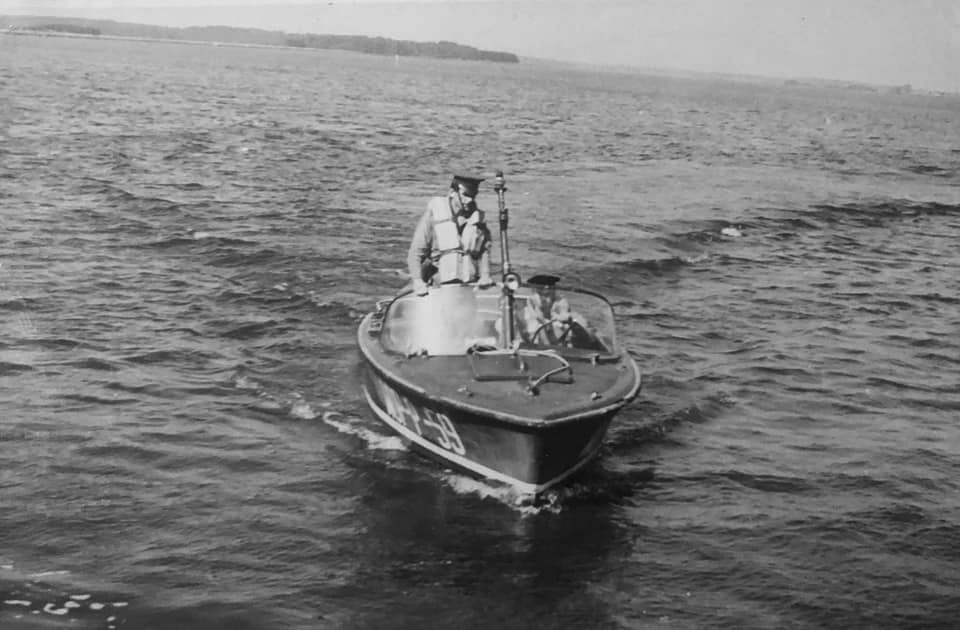
Żołnierze WOP na kutrze patrolowym KR-70 Jesion w czasie pełnienia służby granicznej jako dozór na Jeziorze Nowowarpieńskim (1982)

W 1956 na odcinku strażnicy funkcjonował punkt kontroli ruchu rybackiego (PKRR), w których kontrolę graniczną i celną osób, towarów oraz środków pływających wykonywała załoga strażnicy:
- PKRR Nowe Warpno.

W maju 1956 68 strażnica WOP Podgrodzie została rozwiązana, a ochraniany odcinek granicy państwowej przejęła 67 strażnica WOP Karszno.
W 1960 8 strażnica WOP Karszno III kategorii ochraniała odcinek granicy państwowej o długości 14407 m od znaku granicznego nr 882 do znaku gran. nr 898.
W pierwszej połowie lat 60. POWT WOP posiadały na swoim wyposażeniu stacje r./lok. polskiej konstrukcji (początkowo t. RO–231 a następnie RN–231), a także lunety i środki łączności przewodowej. Na odcinku strażnicy wieża obserwacyjna była konstrukcji strunowo–betonowej. 
Wykaz punktów obserwacji wzrokowo-technicznej. Do pełnienia służby na POWT WOP kierowano żołnierzy służby zasadniczej po przeszkoleniu w Ośrodku Szkolenia Podoficerów i Młodszych Specjalistów BBWOP w Koszalinie (Bieniecki 2011 ↓, s. 107 cz. III). na odcinku strażnicy WOP Karszno wg stanu z 1990:
- POWT nr 1 Podgrodzie (bliski dozór – 4 Mm)[j].

Po przejęciu odcinka granicy państwowej, po rozwiązanej Strażnicy WOP Myślibórz Wielki (po grudniu 1972), Strażnica WOP Karszno w obiekcie byłej strażnicy wystawiała Placówkę WOP Myślibórz Wielki.
Straż Graniczna:
31 maja 2002 rozformowano i wyłączono z systemu ochrony granicy państwowej Strażnicę SG w Stolcu, której zadania przejęły strażnice SG w: Karsznie-Nowym Warpnie i Kościnie.

## Strażnice sąsiednie

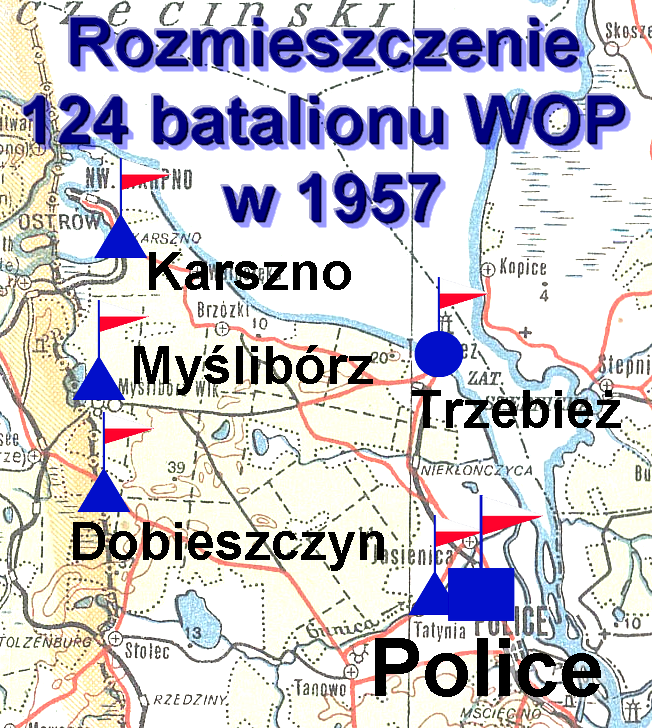

- 66 strażnica WOP Myślibórz ⇔ 68 strażnica WOP Althangen – 1946
- 67 strażnica OP Myślibórz ⇔ 68 strażnica OP Podgrodzie – 1949
- 66 strażnica WOP Myślibórz Mały ⇔ 68 strażnica WOP Podgrodzie – 03.1954
- 9 strażnica WOP Myślibórz Mały kat. III ⇔ 7 strażnica WOP Police kat. III – 01.01.1960
- 5 strażnica WOP Myślibórz Mały lądowa kat. III ⇔ batalion portowy WOP Szczecin – 01.01.1964
- 6 strażnica WOP Myślibórz Wielki lądowa kat. II ⇔ batalion portowy WOP Szczecin-Dąbie – 01.06.1968.

Straż Graniczna:
- Strażnica SG w Stolcu ⇔ Strażnica SG w Świnoujściu – 16.05.1991[18]
- Strażnica SG w Kościnie ⇔ Strażnica SG w Świnoujściu – 01.06.2002[18].

## Komendanci/dowódcy strażnicy
- ppor. Mieczysław Czerpiniec (był w 10.1946)[k].
- chor./ppor. Bolesław Król (1953–1956)[27]
- por./kpt. Klemens Czyż (1956–1962)[28]
- kpt. Józef Galicki (1962–co najmniej do 1967)
- kpt. Ryszard Bis (1979–1980)
- nn
- kpt. Henryk Sawicki (1990)
- Dariusz Swędra
- st. chor. sztab. Andrzej Krzymiński[29]
- Andrzej Hofses
- Jarosław Burba.